# Micrura japonica
Micrura japonica är en djurart som tillhör fylumet slemmaskar, och som beskrevs av Jirô Iwata 1952. Micrura japonica ingår i släktet Micrura och familjen Lineidae. Inga underarter finns listade i Catalogue of Life.